# 赵宪初
赵宪初（1907年10月27日—1998年4月17日），名型、字宪初，男，浙江嘉善人，中国教育家、上海市特级教师，曾任上海市政协副主席、中国民主促进会上海市委员会主任委员。

## 生平
赵宪初是浙江省嘉善县西塘镇人。出生时恰逢清廷宣布立宪，父亲便给他取名“型”意为宪法的刍型，字“宪初”则代表立宪之始。1912年他进入苹川小学堂读书，之后又先后就读于西塘第一初级小学、嘉善县第二高等小学。1919年五四运动后，来到上海就读于南洋公学附属小学和中学。1924年，考入南洋公学（今上海交通大学）电机工程系。
1928年毕业后，回母校上海市南洋模范中学（原南洋公学附属小学）任教，先后担任过教务主任、副教导主任、副校长。1978年被评为上海市第一批特级教师，1979年起担任南洋模范中学校长。1984年10月起直至逝世担任名誉校长。在任教的70年时间里，他的学生中有20多位成为了中国科学院院士和中国工程院院士。
他还曾任上海市数学学会副理事长、上海市徐汇区副区长、上海市政协副主席、民进中央委员、民进上海市委主任委员等职。
2003年，他的故居西塘镇北栅街65号弄内被设为嘉善县文物保护点。2004年11月，上海市青浦区福寿园内竖起了他的铜像。